# Kostel svatého Klimenta (Solingen)
Kostel svatého Klimenta (německy St. Clemenskirche) je katolický farní kostel v Solingenu. Je zasvěcen Klementovi I. V letech 1890–92 byl vybudován v neogotickém stylu podle plánů Franze Schmitze a obnoven v padesátých letech 20. století poté, co stavba byla během války těžce poškozena.

## Architektura
Kostel je trojlodní halový kostel s příčnou lodí a dvěma věžemi v průčelí. Zabírá plochu asi 1000 m². Výška klenby je 17,50 m, střechy 29,00 m. Věže měří 60 m.

## Interiér
Oltář tvořený bílým mramorovým blokem pochází z roku 1960. Od roku 1978 je zdoben bronzovými reliéfy. Na těchto deskách jsou výjevy: Ráj – Vyhnání z ráje – Kain zabíjí Abela – Melchisedechova oběť – Abraham obětující Izáka – Ukřižování Krista.
Kříž za oltářem, navržený Hannsem Rheindorfem, nese Krista bez trnové koruny připomínající Gerokrucfix v katedrále sv. Petra v Kolíně nad Rýnem.
V roce 1984 byla boční kaple přestavěna do současné podoby. Tabernákulum stojí na kamenném podstavci, který je zdoben měděnými deskami.
Bohatě zdobená neogotická kazatelna z roku 1899 se již nepoužívá. Varhany od firmy Seifert byly postaveny v roce 1958 a skládají se z 3380 píšťal, 46 registrů a 3 manuálů a jsou to největší kostelní varhany v Solingenu.